# Скитническа печка
Скитническа печка е термин за импровизирано устройство за производство на топлина и готвене, използвано в ситуации на оцеляване, от сървайвълисти, скитници и бездомни хора. Печките  могат да бъдат функционални за кипене на вода за пречистване по време на прекъсване на електрозахранването и в други ситуации на оцеляване  и могат да се използват за готвене на открито.

## Конструкция и употреба
Тази печка може да бъде изградена от отпадъчна консервна кутия с всякакъв размер, като премахнете горната част на кутията, пробиете няколко малки дупки близо до горния ръб и по-голям отвор отстрани на кутията близо до дъното, за гориво и въздух. Дъното на кутията обикновено се оставя на място, тъй като това дава по-здрава конструкция на печката и свежда до минимум разпространението на огън до горими материали на земята. Горивото се поставя в кутията и се запалва. Конвекцията привлича въздух през долния/страничния отвор и топлината излиза отгоре. На върха може да се постави съд за готвене. Долният/страничният отвор може да се обърне към вятъра за повече топлина или може да бъде частично покрит.
Основното предимство на печката за скитници е нейната лекота на изграждане . Самата печка може да бъде изработена от различни материали: кутии за боя, кутии за кафе, кутии за храна, кофи и големи метални барабани . Допълнителната гъвкавост се крие във факта, че почти всякакво горимо може да се използва,сухи клонки и малки борови шишарки. Възможна е и употреба на изсушен животински тор, може да се ползва  Buddy Burner т.е. по малка консервена кутия с навит в нея  картон/велпапе и напоен с мазнина, нафта, парафин , спирт.